# Burgundi nyelv
A burgundi nyelv (saját neve bregognon) vagy másként morvani nyelv, burgundi-morvani nyelv a galloromán nyelvek csoportjába, azon belül az ún. oïl nyelvek közé tartozó nyugati újlatin nyelv, amit Morvan és Burgundia területén beszélnek, Franciaországban. Nem tévesztendő össze a burgund nyelvvel, amely egy keleti germán nyelv és a középkorban kihalt. Ennek szubsztrátumai megmaradtak a burgundi nyelvben.
A burgundi tartalmaz ó-németalföldi eredetű jövevényszavakat is, mivel a régi burgundi hercegek hatalma kiterjedt holland területekre is. A sütemény burgundiul couque, az ó-hollandban kooke. A Saône menti déli nyelvjárásokra az arpitán nyelv gyakorolt hatást.
Első tudományos feldolgozása a burgundi nyelvnek 1878-ban keletkezett Eugène de Chambure tollából.

## Irodalmi hagyományok
Kevés irodalmi műalkotás maradt fenn burgundi nyelven, bár népdalok bőven akadnak a 18. században. Abbé Jacques-François Baudiau 1854-ben lefordította burgundira egy pápai bullát (morvani dialektus szerint). Ugyanerről egy másik fordítás is készült dijoni dialektusban Abbé Lereuiltől. Baudiauhoz kapcsolódik burgundi mesék lejegyzése is.
A 19. században sokan foglalkoztak a burgundi nyelvű folklór gyűjtésével, mint Achille Millien, vagy a morvani születésű Louis de Courmont (Morvani Botrel). A 20. században is még többeket foglalkoztatott a burgundi nyelv.

## A nyelv alakulása
A burgundi legfőbb hátránya abban volt, hogy általában a közemberek nyelvének számított, az előkelőségek, a papság és a tisztviselők franciául beszéltek. A 19. század elején a francia egyre jobban kiszorította, minthogy Franciaország nem volt túlságosan nagy toleranciával a kisebbségei iránt, így 1988-ban 50 ezer ember nyilatkozott csak úgy, hogy burgundiul beszél. A valóságban csak 2000 ember beszéli kifogástalanul ezt a nyelvet, akik többnyire idősek. Jóllehet különösen az utóbbi időben megnőtt az érdeklődés iránta és nyilvános helyeken is előszeretettel alkalmazzák. Az újságokban is olvashatóak burgundi cikkek.